# Eugenio Eugenio
Eugenio Eugenio (Treviso, 15 febbraio 1965) è un ex rugbista a 15 e allenatore di rugby a 15 italiano.

## Biografia
A 17 anni nel Casale, esordì in prima squadra in serie A nel maggio 1982 contro il Benevento.
Intrapresa quindi la carriera tecnica nel 1989, Eugenio divenne allenatore di 1º grado nel 1991 e assunse la guida delle giovanili del Casale fino al 1996; prese quindi la conduzione di una prima squadra al Mira, e nel 1998 divenne assistente allenatore, e poi tecnico della prima squadra, del Mirano, dove rimase fino al 2002 tranne una brevissima parentesi all'Udine nel 1999, esperienza subito abbandonata per motivi familiari.
Nel 2002-03 Eugenio guidò il Conegliano, poi la stagione successiva passò al Veneziamestre, che condusse fino alla promozione nel Super 10 2005-06.
Dopo il campionato di A1 vinto, Eugenio lasciò la squadra lagunare per assumere l'incarico di tecnico del San Donà in serie B; a fine stagione 2005-06 ottenne la sua seconda promozione consecutiva, portando la squadra in A2.
Nel 2007 Eugenio guidò la sua prima squadra fuori dal Triveneto, la S.S. Lazio, portata nel 2009 alla semifinale-promozione nel Super 10, poi persa contro L'Aquila; alla fine della stagione, per problemi familiari, Eugenio tornò ad allenare in Veneto e fu ingaggiato dal Mogliano, squadra condotta fino alla finale del campionato di serie A1 2009-10 (sconfitta dalla stessa Lazio) e promossa in massima serie, nel campionato d'Eccellenza 2010-11.
A causa dei risultati negativi in massima serie, Eugenio rassegnò le dimissioni dall'incarico di tecnico del Mogliano il 15 ottobre 2010.
Ad agosto 2011 accettò di guidare la neonata squadra dei Lyons Venezia Mestre (formatasi dopo la mancata iscrizione al campionato del vecchio Veneziamestre da lui allenato qualche stagione prima), iscritta al campionato di serie C2.
Dopo una prima stagione in cui la squadra giunse alla doppia promozione (vincendo gli spareggi per l'accesso alla serie B, al termine della serie B 2012-13, conclusa al terzo posto finale, Eugenio ha rassegnato le dimissioni dall'incarico per divergenze tecniche con i vertici societari.
Dopo un anno lontano dai campi da rugby, Eugenio decide di tornare nella stagione 2014-15, alla guida del Silea, militante nel campionato italiano di serie B. Nella stagione successiva è head coach delle Fiamme Oro in Eccellenza e poi nuovamente al Casale in serie A.